# Đoan Hạ
Đoan Hạ là một xã thuộc huyện Thanh Thủy, tỉnh Phú Thọ, Việt Nam.
Xã Đoan Hạ có diện tích 4,26 km², dân số năm 1999 là 3858 người, mật độ dân số đạt 906 người/km².